# Elitkirurgerna
Elitkirurgerna (originaltitel: The Surgeon's Cut) är en dokumentär webb-tv-serie som hade premiär på Netflix den 9 december 2020. Elitkirurgerna följer fyra banbrytande kirurger från hela världen, var och en med en med nya sätt göra kirurgi på.

## Avsnitt
- Avsnitt ett, Kyprianos Nicolaides professor i fostermedicin arbetar på King's College Hospital i London.
- Avsnitt två, Alfredo Quiñones-Hinojosa  neurokirurg, professor arbetar på Mayo Clinic Jacksonville i Florida.
- Avsnitt tre, Nancy L. Ascher  specialiserar sig på transplantationskirurgi. arbetar på University of California i San Francisco.
- Avsnitt fyra, Dr. Devi Shetty hjärtkirurg. Han är ordförande och grundare av Narayana Health, en kedja med 21 medicinska center i Indien.